# Inver Park
Inver Park est un stade de football à Larne en Irlande du Nord. Sa capacité actuelle est de 1 100 places dont seulement 635 places assises mais son record d'affluence est de 15 000 spectateurs. Ce record date d'un match entre le Larne Football Club et Linfield Football Club en 1972
L'équipe principale qui utilise ce stade est Larne FC depuis 1918 qui joue dans le Championnat d'Irlande du Nord de football.
Le stade est actuellement en pleine restructuration. Au terme des travaux sa capacité d'accueil sera portée à 3000 personnes.